# Dimitrie D. Mirea
Dimitrie Demetrescu Mirea, grafiat de obicei ca Dimitrie D. Mirea (n. 1864, Câmpulung, Muscel, România – d. 1942) a fost un sculptor  român, fratele pictorului George Demetrescu Mirea.

## Educație, activitate
A studiat la București, München și Paris. 
În anul 1909, obține postul de profesor de sculptură și modelaj la Școala de Arte Frumoase din Iași, unde funcționează până în anul 1913, dată de la care se transferă la Școala de Arte Frumoase din București, în același post. 
Activitatea de creație a artistului începe din 1897 și continuă până în jurul anilor 1928 – 1929, când participă la numeroase expoziții din țară și străinătate. Cert este că, în perioada 1933 – 1942, anul dispariției sale, sculptorul nu a mai apărut ca expozant la expoziții.

## Operă
În Câmpulung se află bustul lui Negru Vodă, dezvelit în 1898, instalat inițial pe bulevard, se află în fata bibliotecii din oraș. Este reprezentat cu coroana pe cap și cu barba lungă. Acest monument fusese, de fapt, realizat în anul 1898, fiind inițial așezat în capătul nordic al bulevardului. Pe plăcile care acoperă soclul se află o emoționantă inscripție: „Înălțatu-s-au chipul lui Radu Negru Basarab, descălecătorul Țării Românești. Câmpulungul, primul scaun domnesc, salută chipul de bronz al urzitorului Țării Românești. Memoriei Luceafărului Basarabesc, admiratorii gloriei străbune îi închină acest monument”.
Tot în Câmpulung se află și bustul lui Dimitrie Giurescu, erou al Războiului de Independență din 1877, comandantul batalionului Dorobanți Muscel, mort la 7 noiembrie 1877. Este creația sculptorului Dimitrie Demetrescu-Mirea și a arhitectului Alexandru Săvulescu și a fost ridicat in anul 1897, la initiațiva colonelului Scarlat Geanolu, în curtea fostei cazărmi a batalionului 2 "Muscel" din regimentul 4 dorobanți. Bustul este montat pe un soclu înalt și masiv, pe care sunt fixate două plăci din marmură neagră.
Tot pentru Câmpulung, Dimitrie Demetrescu-Mirea a lucrat și bustul lui Ion C. Brătianu, care fusese instalat în scuarul din fața Hotelului Regal.
Bustul lui Dimitrie Micescu, fost primar în Câmpulung Muscel (1903 – 1904 ), turnat în bronz în 1910
Dimitrie D. Mirea a colaborat cu Wladimir Hegel și Carol Storck la monumentul lui Dinicu Golescu din București, ridicat în 1908.
O serie de lucrări sunt: “Păstor”, “Cosași”, “La fântână”, “Încărcător în port” (toate, statuete în bronz, 1913), “Mărășești – 6 august 1917”, “Bust de copil” și “Puțin repaus” (statuete din bronz, 1926), “Soldat în atac” (gips), “Ciobănaș călare”, “Ciobănaș în repaus”, “Ciobănaș”, “Bust de copil”(bronzuri) și “Bust - portret” al Mariei G.D. Mirea, soția fratelui său, pictorul G.D. Mirea (1928).
La Expoziția Societății Tinerimea artistică, de la Salonul Universul, din 8 - 30 noiembrie 1931, expune două lucrări: “Letiția” – bust din marmură și “Puțin repaos”, bronz.

## Distincții
- la Expoziția Internațională din Barcelona (Spania), în anul 1929, Juriul Internațional pentru premiere a acordat Diploma de Onoare Domnului D.D. Mirea pentru sculptură, la 5 decembrie 1929[4].